# Línea N302 (Interurbanos Madrid)
La línea N302 de la red de autobuses interurbanos de Madrid une la estación de Atocha con Rivas Pueblo (Rivas-Vaciamadrid).

## Características
Esta línea nocturna une Madrid con la zona de Rivas Pueblo de Rivas-Vaciamadrid en aproximadamente 35 minutos.
La línea mantiene los mismos horarios todo el año (exceptuando las vísperas de festivo y festivos de Navidad).
Está operada por la empresa La Veloz mediante la concesión administrativa VCM-301 - Madrid – Valdelaguna – San Martín de la Vega (Viajeros Comunidad de Madrid) del Consorcio Regional de Transportes de Madrid.

## Horarios
| Todos los días        |                       |
| Madrid > Rivas Pueblo | Rivas Pueblo > Madrid |
| 02:30                 | 01:40                 |
| 04:10                 | 03:20                 |
| 05:50                 | 05:00                 |

## Recorrido y paradas
NOTA: Debido a las obras del nuevo intercambiador de Conde de Casal, las paradas sombreadas en naranja sustituyen a aquellas sombreadas en rojo, desde el 17 de febrero de 2025 hasta fin de obras.

### Sentido Rivas Pueblo
| Código | Parada                                    | Común con    | Conexiones con Metro y Cercanías | Municipio         | Zona |
| ------ | ----------------------------------------- | ------------ | -------------------------------- | ----------------- | ---- |
| 7433   | Av. Mediterráneo - Conde de Casal         | N301         | Conde de Casal                   | Madrid            |      |
| 5708   | Estación de Atocha (Intercambiador)       | N301 N303    | Atocha                           | Madrid            |      |
| 2128   | Mediterráneo                              | N301 N303    |                                  | Madrid            |      |
| 3350   | Mediterráneo-Pérez de Ayala               | N301         |                                  | Madrid            |      |
| 3351   | Mediterráneo-Pío Felipe                   | N301         |                                  | Madrid            |      |
| 3353   | Mediterráneo-Pablo Neruda                 | N301 N303 N9 |                                  | Madrid            |      |
| 5150   | Mediterráneo-Politécnico                  | N301 N303    |                                  | Madrid            |      |
| 2612   | Mediterráneo-Democracia                   | N301 N303 N9 |                                  | Madrid            |      |
| 7439   | Mediterráneo-Santa Eugenia                | N301 N303    | Santa Eugenia                    | Madrid            |      |
| 20590  | Av. Almendros - Fundición                 |              |                                  | Rivas-Vaciamadrid |      |
| 16039  | Junkal - Estadio de Atletismo             | N301         |                                  | Rivas-Vaciamadrid |      |
| 16040  | Junkal - Colegio                          | N301         |                                  | Rivas-Vaciamadrid |      |
| 20499  | Av. José Hierro - Amapola                 | N301         |                                  | Rivas-Vaciamadrid |      |
| 20500  | José Saramago - Av. Pablo Iglesias        |              |                                  | Rivas-Vaciamadrid |      |
| 16055  | Av. Cerro Del Telégrafo - Instituto       |              |                                  | Rivas-Vaciamadrid |      |
| 13052  | Av. Cerro Del Telégrafo - Manzano         |              |                                  | Rivas-Vaciamadrid |      |
| 13053  | Av. Cerro Del Telégrafo - Robledal        |              |                                  | Rivas-Vaciamadrid |      |
| 15688  | Av. Pilar Miró - Jovellanos               |              |                                  | Rivas-Vaciamadrid |      |
| 15885  | Jovellanos - Petunia                      |              |                                  | Rivas-Vaciamadrid |      |
| 13254  | Jovellanos - Ana Mª Matute                |              |                                  | Rivas-Vaciamadrid |      |
| 13252  | Av. Francisco Quevedo - Policía Local     |              |                                  | Rivas-Vaciamadrid |      |
| 15504  | Av. Francisco Quevedo - Mariano Benlliure |              |                                  | Rivas-Vaciamadrid |      |
| 16061  | Av. Francisco Quevedo - Av. Técnica       |              |                                  | Rivas-Vaciamadrid |      |
| 18881  | Av. Aurelio Álvarez - Est. Rivas Futura   |              | Rivas Futura                     | Rivas-Vaciamadrid |      |
| 21132  | Av. Levante - E. López Hernando           |              |                                  | Rivas-Vaciamadrid |      |
| 21048  | Av. Levante - Cementerio                  |              |                                  | Rivas-Vaciamadrid |      |
| 21049  | Av. Levante - Miquel Barceló              |              |                                  | Rivas-Vaciamadrid |      |
| 21051  | Av. Levante - Italia                      |              |                                  | Rivas-Vaciamadrid |      |
| 21038  | Av. Francia - Av. Levante                 |              |                                  | Rivas-Vaciamadrid |      |
| 21045  | Av. Francia - Av. Campillo de San Isidro  |              |                                  | Rivas-Vaciamadrid |      |
| 21046  | Miralrío - Av. Campillo                   |              |                                  | Rivas-Vaciamadrid |      |
| 21041  | Miralrío - Av. Levante                    |              |                                  | Rivas-Vaciamadrid |      |
| 21042  | Miralrío - Av. Cisne                      |              |                                  | Rivas-Vaciamadrid |      |
| 21043  | Miralrío - Piscina                        |              |                                  | Rivas-Vaciamadrid |      |
| 21044  | Av. Francia - Est. Rivas Vaciamadrid      |              | Rivas-Vaciamadrid                | Rivas-Vaciamadrid |      |

### Sentido Madrid
| Código | Parada                                      | Común con    | Conexiones con Metro y Cercanías | Municipio         | Zona |
| ------ | ------------------------------------------- | ------------ | -------------------------------- | ----------------- | ---- |
| 21044  | Av. Francia - Est. Rivas Vaciamadrid        |              | Rivas-Vaciamadrid                | Rivas-Vaciamadrid |      |
| 21058  | Miralrío - San Isidro                       |              |                                  | Rivas-Vaciamadrid |      |
| 21057  | Miralrío - Cisne                            |              |                                  | Rivas-Vaciamadrid |      |
| 21056  | Miralrío - Lago Constanza                   |              |                                  | Rivas-Vaciamadrid |      |
| 21055  | Miralrío - Av. Campillo de San Isidro       |              |                                  | Rivas-Vaciamadrid |      |
| 21053  | Av. Francia - Av. Campillo de San Isidro    |              |                                  | Rivas-Vaciamadrid |      |
| 21052  | Av. Francia - Av. Levante                   |              |                                  | Rivas-Vaciamadrid |      |
| 21050  | Av. Levante - Fernando de Los Ríos          |              |                                  | Rivas-Vaciamadrid |      |
| 21035  | Av. Levante - Cristina Iglesias             |              |                                  | Rivas-Vaciamadrid |      |
| 21047  | Av. Levante - Cementerio                    |              |                                  | Rivas-Vaciamadrid |      |
| 21131  | Av. Levante - E. López Hernando             |              |                                  | Rivas-Vaciamadrid |      |
| 18880  | Av. Aurelio Álvarez - Est. Rivas Futura     |              | Rivas Futura                     | Rivas-Vaciamadrid |      |
| 16062  | Av. Francisco Quevedo - Av. Técnica         |              |                                  | Rivas-Vaciamadrid |      |
| 15503  | Av. Francisco Quevedo - Mariano Benlliure   |              |                                  | Rivas-Vaciamadrid |      |
| 13251  | Av. Francisco Quevedo - Colegio             |              |                                  | Rivas-Vaciamadrid |      |
| 13255  | Jovellanos - Av. Pablo Iglesias             |              |                                  | Rivas-Vaciamadrid |      |
| 15886  | Jovellanos - Ángel Saavedra                 |              |                                  | Rivas-Vaciamadrid |      |
| 15689  | Av. Pilar Miró - José Isbert                |              |                                  | Rivas-Vaciamadrid |      |
| 15687  | Av. Pilar Miró - Carmen Maura               |              |                                  | Rivas-Vaciamadrid |      |
| 13051  | Av. Cerro Del Telégrafo - Manzano           |              |                                  | Rivas-Vaciamadrid |      |
| 13050  | Av. Cerro Del Telégrafo - Av. Ramón y Cajal |              |                                  | Rivas-Vaciamadrid |      |
| 15878  | José Saramago - Av. Pablo Iglesias          |              |                                  | Rivas-Vaciamadrid |      |
| 15876  | Av. José Hierro - Azalea                    | N301         |                                  | Rivas-Vaciamadrid |      |
| 15874  | Junkal - Acacias                            | N301         |                                  | Rivas-Vaciamadrid |      |
| 15872  | Junkal - Sauces                             | N301         |                                  | Rivas-Vaciamadrid |      |
| 20591  | Av. Almendros - Av. Miguel Hernández        |              |                                  | Rivas-Vaciamadrid |      |
| 7529   | Mediterráneo-Santa Eugenia                  | N301 N303    | Santa Eugenia                    | Madrid            |      |
| 2613   | Mediterráneo-Democracia                     | N301 N303 N9 |                                  | Madrid            |      |
| 4283   | Mediterráneo-Fuente Carrantona              | N301 N303    |                                  | Madrid            |      |
| 3352   | Mediterráneo-Pío Felipe                     | N301         |                                  | Madrid            |      |
| 2611   | Mediterráneo-Arroyo Fontarrón               | N301 N9      |                                  | Madrid            |      |
| 7433   | Av. Mediterráneo - Conde de Casal           | N301         | Conde de Casal                   | Madrid            |      |
| 2127   | Mediterráneo                                | N301 N303    |                                  | Madrid            |      |
| 5708   | Estación de Atocha (Intercambiador)         | N301 N303    | Atocha                           | Madrid            |      |